# Gortyna umbrosa
Gortyna umbrosa är en fjärilsart som beskrevs av W. Warren 1912. Gortyna umbrosa ingår i släktet Gortyna och familjen nattflyn. Inga underarter finns listade i Catalogue of Life.